# Benjamin Disraeli
Benjamin Disraeli, 1:e earl av Beaconsfield, född 21 december 1804 i London, död 19 april 1881 i London, var en brittisk politiker och författare. Han är Storbritanniens hittills enda premiärminister med judisk bakgrund. Disraeli innehade regeringsposter i tre årtionden, två gånger som premiärminister.
Hans tid i parlamentet från 1852 och framåt präglades av hans ofta intensiva rivalitet med William Ewart Gladstone, som småningom kom att bli ledare (om inte grundare) av det liberala partiet. I denna duell fick Disraeli hjälp av sin varma vänskap med drottning Victoria, som kom att avsky Gladstone under dennes första period som regeringschef på 1870-talet. Disraeli upphöjdes 1876 till Earl of Beaconsfield efter staden Beaconsfield, efter nästan fyra årtionden i underhuset.
Disraelis största bestående politiska framgång var skapandet av det moderna brittiska konservativa partiet efter splittringen i frågan om spannmålstullar 1846. Han anses som en av socialkonservatismens grundare och var genom sitt litterära och politiska motstånd mot rådande klassklyftor intellektuell anfader för den strömning som benämns one-nation conservatism. Disraeli spelade en avgörande roll för sökandet efter en lösning på konflikten i Östeuropa i den så kallade östeuropeiska frågan (1876). Berlinkongressen 1878 blev en stor framgång för Disraeli.
Före och under sin politiska karriär var Disraeli välkänd som författare, även om hans romaner inte generellt anses höra till de främsta inom viktoriansk litteratur. Han skrev mestadels riddarromaner, av vilka Sibyl och Vivian Grey kanske är mest kända, även om Lothair troligen var den mest populära på den tiden. Romanen The Rise of Iskander är en hyllning till den albanska nationalhjälten Skanderbeg. Hans senare skönlitterära verk hade en mer politisk natur. I Coningsby låter han exempelvis en karaktär som brukar anses vara baserad på Lionel de Rothschild komma med en mängd politiska uttalanden.

## Tidigt liv

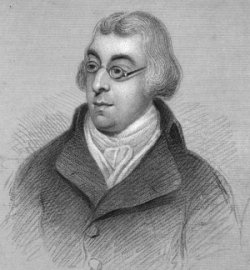
Isaac D'Israeli
Benjamin Disraelis far.

Disraeli härstammade från italienska sefardiska judar både på mödernet och fädernet. Hans far var litteraturkritikern och historikern Isaac D'Israeli som, trots att han var jude, lät döpa Benjamin 1817 i Church of England, efter en dispyt med deras synagoga.  Den äldre D'Israeli (Benjamin tycks ha ändrat stavningen på 1820-talet) höll sig själv utanför organiserad religion. Från 1817 gick Benjamin i skolan Higham Hall i Walthamstow. Hans yngre bröder gick däremot i den överlägsna skolan Winchester College, vilket tydligen störde Disraeli och kan förklara att han ogillade sin mor, Maria D'Israeli.
Hans far tyckte att han skulle bli jurist, och han blev satt i lära hos en advokat 1821. Emellertid passade juridiken honom inte, och 1825 lämnade han den. Disraeli tycks ha varit bestämd på att skaffa sig en egen förmögenhet, och spekulerade på börsen redan 1824 på olika sydamerikanska gruvföretag. Erkännandet av de nya republikerna i Sydamerika på rekommendation av George Canning hade lett till ett ansenligt ekonomiskt uppsving, som uppmuntrades av olika promotorer och reklammän. I samband med detta blev Disraeli bekant med finansmannen J. D. Powles, och under 1825 skrev Disraeli tre skrifter (anonymt) för Powles, där han gjorde reklam för företagen.
Samma år förde Disraelis finansiella verksamheter honom i kontakt med publicisten John Murray. Murray var liksom Powles och Disraeli involverad i den sydamerikanska gruvindustrin. I enlighet med detta försökte de ge ut en tidning, The Representative, för att främja gruvornas sak och de politiker som stödde gruvorna, i synnerhet Canning. Tidningen var ett misslyckande, delvis eftersom "gruvbubblan" sprack i slutet av 1825 och ruinerade Powles och Disraeli. Dessutom var, enligt Disraelis biograf Lord Blake, tidningen uselt redigerad och skulle antagligen ha misslyckats ändå. De skulder som Disraeli ådrog sig genom denna affär skulle förfölja honom under resten av hans liv.

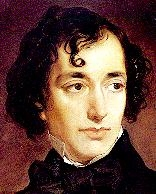
En ung Disraeli målad av Sir Francis Grant, 1852.

Disraeli inriktade sig nu på skönlitteraturen, och gav ut sin första roman, Vivian Grey, 1826. Disraelis levnadstecknare är eniga om att Vivian Grey var ett tunt maskerat återberättande av affären med tidningen Representative, och den visade sig bli mycket populär när den kom ut, även om den också orsakade mycket harm inom den konservativa litterära världen när man upptäckte att Disraeli var författaren. Boken, som ursprungligen publicerades anonymt, uppgavs vara skriven av en "man av värld", någon som rörde sig i societeten. Disraeli, som då endast var tjugotre år gammal, rörde sig inte i de fina kretsarna, och de många etikettsbrotten i Vivian Grey gjorde detta pinsamt uppenbart. Recensenterna var skarpt kritiska av denna anledning mot både författaren och boken. Dessutom trodde Murray att Disraeli hade gjort en karikatyr av honom och missbrukat hans förtroende. Denna beskyllning motsades, men senare levnadstecknare (bland dem Blake) har tagit ställning för Murrays uppfattning.
Efter skriften Vindication of the British Constitution och några politiska pamfletter följde Disraeli upp Vivian Grey med en serie romaner, The Young Duke (1831), Contarini Fleming (1832), Alroy (1833), Venetia och Henrietta Temple (1837). Under samma period hade han också skrivit The Revolutionary Epick och tre burlesker, Ixion, The Infernal Marriage och Popanilla. Av dessa var bara Henrietta Temple (som baserades på hans affär med Henrietta Sykes) en verklig framgång.
1839 gifte han sig med Mary Anne Wyndham Lewis, änka efter en av hans närmare vänner. Hon avled 1872.

## Politisk karriär
Disraeli hade övervägt en politisk karriär redan 1830, innan han lämnade England och for till Medelhavet. Hans första verkliga ansträngningar kom dock inte förrän 1832, under den stora krisen med reformpropositionen 1832, när han bidrog till en anti-whigskrift som redigerades av Croker och publicerades av Murray med titeln England and France: or a cure for Ministerial Gallomania ("England och Frankrike, eller ett botemedel för ministrars gallomani"). Valet av en torypublikation sågs som underligt eller till och med anstötligt av Disraelis vänner och släktingar, som tänkte sig honom som mer av en radikal. Disraeli hade också opponerat sig inför Murray om att Croker förde in "högtory"-idéer, och skrev att "det är helt omöjligt att något motsatt den allmänna åtgärden reform kan komma från min penna." Dessutom bedrev Disraeli faktiskt valrörelse för radikalernas sak i High Wycombe vid den tid då Gallomania gavs ut.  Disraelis politiska inställning vid denna tid var influerad både av hans rebelliska ådra och hans önskan att göra sig bemärkt. I början av 1830-talet verkade tories och de intressen som de representerade nästan vara en förlorad sak. Det andra stora partiet, whigs, var tydligen otänkbart för Disraeli: "Toryismen är uttröttad och jag kan inte nedlåta mig till att bli en whig." 
Även om han första gången kandiderade, utan framgång, som radikal, var Disraeli en progressiv tory vid den tid då han blev invald i underhuset 1837 som representant för valkretsen Maidstone. Han hade även misslyckats att bli invald 1835 på ett mer toryistiskt program. Disraeli var sympatiskt inställd till vissa av chartisternas krav och förordade en allians mellan den jordägande adeln och arbetarklassen mot medelklassens ökande makt. Han medverkade till att grunda gruppen Young England 1842 för att hävda åsikten att de rika skulle använda sin makt för att skydda de fattiga från medelklassens exploatering. Genom hela sin karriär skulle Disraeli söka allianser mellan de konservativa och radikaler, med ringa framgång.
Premiärministern sir Robert Peel tog inte med Disraeli när han satte samman sitt kabinett 1841 och Disraeli blev gradvis en skarp kritiker av Peels regering. I parlamentet blev Disraeli känd för sitt försvar för de protektionistiska spannmålslagarna ("Corn Laws"), där han gick emot partikamraten Peels förespråkande av frihandel, som Disraeli fördömde som "laissez-faire-kapitalism". Slutet av 1845 och de första månaderna 1846 dominerades av striden i parlamentet mellan frihandelsvännerna och protektionisterna. Disraeli förlorade striden, men avskaffandet av spannmålslagarna medförde ett högt politiskt pris då det konservativa partiet sprack itu. Peel och hans anhängare, som blev kända som peeliter, närmade sig whigs, medan det nya konservativa partiet formades runt protektionisterna, under ledning av Disraeli, lord George Bentinck och lord Stanley (senare lord Derby).

### I regeringen

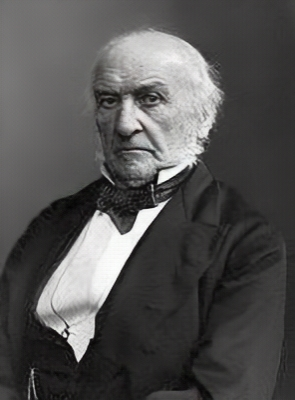
William Ewart Gladstone var premiärminister fyra gånger.

1852 utnämnde Lord Derby Disraeli till finansminister (Chancellor of the Exchequer) och underhusledare (Leader of the House of Commons) i sin mycket kortlivade regering som kommit att kallas "Who? Who? Ministry". På grund av en kombination av illa vald tidpunkt och bristande erfarenhet blev Disraelis första budget ett misslyckande. Disraelis duell mot Gladstone om budgeten blev emellertid början på trettio år av fientligheter i parlamentet. Derbys regering föll efter några månader och Disraeli hamnade i opposition. Gladstone tog över som finansminister (och blev mycket mer framgångsrik). 1858 kom Derby tillbaka som premiärminister och utnämnde åter Disraeli till finansminister och underhusledare (premiärministern satt nämligen själv i överhuset) med ansvar för att genomföra parlamentsreformer, men hans reformer skulle ha fråntagit vissa väljare i städerna deras rösträtt, och motarbetades av liberalerna och röstades ned. Regeringen föll 1859 och Disraeli återvände till oppositionssidan till 1866 när han för tredje gången blev finansminister och underhusledare.
Efter att de lyckats besegra en liberal reformproposition som föreslogs av Gladstone 1866 införde Disraeli och Derby en egen reformåtgärd 1867. Detta var i första hand en politisk strategi som syftade till att ge de konservativa kontroll över reformprocessen och därigenom långsiktiga fördelar i underhuset, liknande de som whigs fick efter reformakten 1832. Reformakten 1867 utvidgade rösträtten till ytterligare 1,5 miljoner personer genom att manliga husinnehavare och manliga inneboende som betalade minst 10 pund för rum blev röstberättigade, avskaffade rotten boroughs med färre än 10 000 invånare och införde valkretsar i femton större städer såsom Liverpool och Manchester, som tidigare hade varit underrepresenterade i parlamentet. Denna lag ogillades inom det konservativa partiets högerflygel, av bland andra lord Cranborne, som avgick från regeringen och talade mot lagen. Cranborne kunde dock inte leda ett uppror liknande det som Disraeli hade lett mot Peel tjugo år tidigare.
Disraelis inblandning i antagandet av den andra reformakten 1867 ses i allmänhet som ett cyniskt exempel på politisk opportunism. En historiker som håller med om denna uppfattning är Sean Lang i boken Parliamentary Reform, 1785-1928 (1999, Routledge).

### Premiärminister

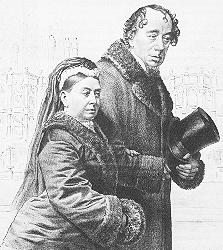
Disraeli och drottning Victoria.

Derbys hälsa hade försämrats en längre tid innan han slutligen avgick som premiärminister i slutet av februari 1868. Disraelis ansträngningar under de två gångna åren hade för tillfället skingrat alla tvivel på att han skulle få efterträda Derby som partiledare och därmed premiärminister. Även om delar av partiets högerflygel (bland andra den blivande premiärministern markisen av Salisbury) fortfarande motsatte sig honom, hade hans roll i genomförandet av reformförslaget och särskilt hans uppvisning mot Gladstone vunnit honom beundran från en stor del av parlamentsgruppen. Den 27 februari 1868 blev Benjamin Disraeli för första gången premiärminister.
Emellertid var det konservativa partiet fortfarande i minoritet i underhuset, och genomförandet av reformförslaget krävde att nyval skulle hållas så snart den nya röstlängden hade sammanställts. Disraelis period som premiärminister skulle därmed bli ganska kort, om inte de konservativa vann valet. Han gjorde bara två större förändringar i kabinettet: han ersatte lord Chelmsford som lordkansler med lord Cairns, och tog in George Ward Hunt som finansminister. Disraeli och Chelmsford hade aldrig kommit överens särskilt bra, och Cairns var i Disraelis tycke en mycket starkare minister.
Disraelis första period som premiärminister dominerades av den hetsiga debatten om den irländska statskyrkan Church of Ireland. Trots att en överväldigande majoritet av befolkningen på Irland var katoliker var en protestantisk kyrka statskyrka och finansierades med direktbeskattning. Ett första försök av Disraeli att förhandla med kardinal Manning om att upprätta ett katolskt universitet i Dublin misslyckades när Gladstone förde fram förslag om att skilja den irländska kyrkan helt från staten. Förslaget orsakade splittring i det konservativa partiet medan det återförenade liberalerna under Gladstones ledning. Disraelis regering överlevde till valet i december 1868, men initiativet hade förlorats.
I valet segrade dock Gladstone och liberalerna med en majoritet på 170 platser. Disraeli och hans parti tillbringade sedan sex år i opposition, innan de vann valet 1874 och för första gången sedan 1840-talet fick absolut majoritet i underhuset. Disraelis regering införde olika reformakter såsom hantverkarbostadslagen (Artisans Dwellings Act) 1875, folkhälsolagen (Public Health Act) 1875, en lag om renhet för mat och mediciner (Pure Food and Drugs Act) 1875, Climbing Boys Act 1875 och utbildningslagen 1876. Hans regering införde också en ny fabrikslag (Factory Act) för att skydda arbetare, Conspiracy and Protection of Property Act 1875 som tillät fredliga demonstrationer, och arbetsgivar- och arbetarlagen (Employers and Workmen Act) 1878 som möjliggjorde för arbetare att stämma arbetsgivare i civila domstolar om de bröt mot lagliga kontrakt.
Disraeli var en övertygad brittisk imperialist och bidrog till att stärka det brittiska imperiet med sitt stöd till byggandet av Suezkanalen. Han åstadkom också en diplomatisk framgång vid Berlinkongressen 1878 genom att begränsa Rysslands växande inflytande på Balkan och bryta upp trekejsarförbundet. Emellertid försvagades hans regering av svårigheter i Sydafrika och Afghanistan, vilket sannolikt var anledningen till att hans parti förlorade valet 1880.
Han upphöjdes till överhuset 1876 när drottning Victoria adlade honom som earl av Beaconsfield. Han var kvar som premiärminister till 1880 då de konservativa besegrades av Gladstones liberaler. Disraeli blev sjuk strax därefter och dog i april 1881. Hans litterära arv förvaltades av hans privatsekreterare, lord Rowton, som i allt väsentligt var hans arvinge.

### Skönlitteratur
- 1826 – Vivian Grey Text på Project Gutenberg
- 1828 – Popanilla Text på Project Gutenberg
- 1831 – The Young Duke
- 1832 – Contarini Fleming
- 1834 – Alroy
- 1834 – The Infernal Marriage
- 1834 – Ixion in Heaven
- 1834 – The Revolutionary Epick
- 1834 – The Rise of Iskander Text på Project Gutenberg
- 1837 – Henrietta Temple
- 1837 – Venetia[särskiljning behövs] Text på Project Gutenberg
- 1839 – The Tragedy of Count Alarcos Text på Project Gutenberg
- 1844 – Coningsby, or the Younger Generation Project Gutenberg
- 1845 – Sybil or, The Two Nations Text på Project Gutenberg
- 1847 – Tancred, or the New Crusade
- 1870 – Lothair Text på Project Gutenberg
- 1880 – Endymion Text på Project Gutenberg
- 1881 – Falconet (ofullbordad, 1881)

### Facklitteratur
- An Inquiry into the Plans, Progress, and Policy of the American Mining Companies, 1825
- Lawyers and Legislators: or, Notes, on the American Mining Companies, 1825
- The present state of Mexico, 1825
- England and France, or a Cure for the Ministerial Gallomania, 1832
- What Is He?, 1833
- The Letters of Runnymede, 1836
- Lord George Bentinck, 1852

## Biografier om Disraeli
- Robert Blake, Disraeli, 1966
- Sarah Bradford, Disraeli, 1982
- Christopher Hibbert, Disraeli and His World, 1978
- Christopher Hibbert, Disraeli, a Personal History, 2004
- Jerman, B. R. The Young Disraeli. 1960
- André Maurois, Disraeli, 1927
- Hesketh Pearson, Dizzy, 1951
- Jane Ridley, Young Disraeli, 1804-1846, 1995
- Stanley Weintraub, Disraeli, 1993

## Filmer om Disraeli
- Disraeli (1921) George Arliss
- Disraeli (1929) George Arliss (Oscar för bästa skådespelare), Joan Bennett
- The Mudlark (1950) Alec Guinness
- Disraeli (1978) Ian McShane, Mary Peach (Masterpiece Theatre serie i fyra delar)
- Mrs. Brown (1997) Sir Antony Sher